# A Fürkészszárny epizódjainak listája
Az alábbi szócikk a Fürkészszárny című rajzfilm sorozat epizódjait sorolja fel.

## Évadáttekintés
| Évad | Évad | Epizódok | Eredeti sugárzás     | Eredeti sugárzás   | Adó                           |
| Évad | Évad | Epizódok | Évadpremier          | Évadfinálé         | Adó                           |
| ---- | ---- | -------- | -------------------- | ------------------ | ----------------------------- |
|      | 1    | 65       | 1991. szeptember 6.  | 1992. május 20.    | Syndicated (Disney Afternoon) |
|      | 2    | 13       | 1991. szeptember 14. | 1991. december 7.  | ABC                           |
|      | 3    | 13       | 1992. szeptember 12. | 1992. december 12. | ABC                           |

## Epizódok

### 1. évad (1991–1992)
| Sor. | Év. | Eredeti cím                         | Magyar cím                        | Rendezte                                                                                           | Írta                                      | Eredeti premier      | Kód |
| ---- | --- | ----------------------------------- | --------------------------------- | -------------------------------------------------------------------------------------------------- | ----------------------------------------- | -------------------- | --- |
| 1.   | 1.  | Darkly Dawns the Duck               | Hajnali homály                    | Dale Case, John Kimball és Carole Beers                                                            | Jymn Magon és Tad Stones                  | 1991. szeptember 6.  | 101 |
| 2.   | 2.  | Darkly Dawns the Duck               | Hajnali homály                    | Marsh Lamore és Rick Leon                                                                          | Jymn Magon és Tad Stones                  | 1991. szeptember 6.  | 102 |
| 3.   | 3.  | Beauty and the Beet                 | A szépség és a szörnyretek        | John Kimball, Bob Zamboni és David Brain                                                           | John Behnke, Rob Humphrey és Jim Peterson | 1991. szeptember 9.  | 103 |
| 4.   | 4.  | Getting Antsy                       | Hangya-kaland                     | John Kimball és Bob Zamboni                                                                        | Doug Langdale                             | 1991. szeptember 10. | 104 |
| 5.   | 5.  | Night of the Living Spud            | A vérkrumpli éjszakája            | Bob Shellhorn és Mike Svayko                                                                       | Steve Roberts                             | 1991. szeptember 11. | 105 |
| 6.   | 6.  | Apes of Wrath                       | Majmok dühe                       | Marsh Lamore és Rick Leon                                                                          | Dev Ross                                  | 1991. szeptember 12. | 106 |
| 7.   | 7.  | Dirty Money                         | Tisztára mosva                    | Mircea Mantta és Bob Treat                                                                         | John Behnke, Rob Humphrey és Jim Peterson | 1991. szeptember 13. | 107 |
| 8.   | 8.  | Duck Blind                          | Kacsales, kacsa nem less          | Mircea Mantta, Tom Ray, Mitch Rochon és Terence Harrison                                           | Len Uhley                                 | 1991. szeptember 16. | 109 |
| 9.   | 9.  | Comic Book Capers                   | Képtelen képregény                | Dale Case, John Kimball és Bob Zamboni                                                             | John Behnke, Rob Humphrey és Jim Peterson | 1991. szeptember 17. | 110 |
| 10.  | 10. | Water Way to Go                     | Víziútra kelni                    | Bob Shellhorn és Mike Svayko                                                                       | Dev Ross                                  | 1991. szeptember 18. | 111 |
| 11.  | 11. | Paraducks                           | Paradicső kacsák                  | Bob Shellhorn, Mike Svayko és Bob Zamboni                                                          | Doug Langdale                             | 1991. szeptember 19. | 112 |
| 12.  | 12. | Easy Come, Easy Grows               | Könnyen nőtt, könnyen ment        | David Brain, Tom Ray és Mitch Rochon                                                               | Marion Wells                              | 1991. szeptember 20. | 113 |
| 13.  | 13. | A Revolution in Home Appliances     | A háztartási gépek forradalma     | Mircea Mantta, Bob Treat, Vincente Bassols és Carole Beers                                         | Gary Sperling                             | 1991. szeptember 23. | 115 |
| 14.  | 14. | Trading Faces                       | Szerepcserebere                   | Bob Shellhorn, Michael Svayko, Rick Leon és Marlene Robinson May                                   | Julia Jane Lewald és Dev Ross             | 1991. szeptember 24. | 116 |
| 15.  | 15. | Hush, Hush Sweet Charlatan          | Fürkészszárny, a sztár            | Carole Beers, Terence Harrison, Vincente Bassols és David Brain                                    | Carter Crocker                            | 1991. szeptember 25. | 117 |
| 16.  | 16. | Can't Bayou Love                    | Mocsárfalvi virágok               | Vincente Bassols, Mitch Rochon, David Brain és Tom Ray                                             | Dean Stefan                               | 1991. szeptember 26. | 118 |
| 17.  | 17. | Bearskin Thug                       | Medvebőrbe bújt gengszter         | Mircea Mantta és Bob Treat                                                                         | Tad Stones és Pat Corcoran                | 1991. szeptember 27. | 119 |
| 18.  | 18. | You Sweat Your Life                 | Tornázz, hogy tovább élj!         | Vincente Bassols, Mitch Rochon és Tom Ray                                                          | Julia Jane Lewald és Marion Wells         | 1991. szeptember 30. | 121 |
| 19.  | 19. | Days of Blunder                     | Átverések miriádja                | Bob Shellhorn, Mike Svayko és Bob Treat                                                            | Jan Strnad                                | 1991. október 1.     | 122 |
| 20.  | 20. | Just Us Justice Ducks               | Gazságirtó igazságosztók          | Dale Case, John Kimball és Rick Leon                                                               | Kevin Campbell és Brian Swenlin           | 1991. október 2.     | 123 |
| 21.  | 21. | Just Us Justice Ducks               | Gazságirtó igazságosztók          | Marsh Lamore, Rick Leon és Woody Yocum                                                             | Kevin Campbell és Brian Swenlin           | 1991. október 3.     | 124 |
| 22.  | 22. | Double Darkwings                    | Fürkész 2                         | David Brain, Tom Ray, Carole Beers és James T. Walker                                              | Dean Stefan                               | 1991. október 4.     | 125 |
| 23.  | 23. | Aduckyphobia                        | Akvafóbia                         | Mircea Mantta és Bob Treat                                                                         | Doug Langdale                             | 1991. október 7.     | 127 |
| 24.  | 24. | When Aliens Collide                 | Idegen, idebenn!                  | Charles A. Nichols, Bob Treat, David Brain, Rick Leon és Woody Yocum                               | Jeremy Cushner                            | 1991. október 8.     | 128 |
| 25.  | 25. | Jurassic Jumble                     | Fura júra                         | Vincente Bassols és Mitch Rochon                                                                   | Marlowe Shawn Weisman                     | 1991. október 10.    | 129 |
| 26.  | 26. | Cleanliness is Next to Badliness    | Tisztaság fél bankrablás          | Dale Case, John Kimball és Bob Zamboni                                                             | Steven Hibbert és Gary Sperling           | 1991. október 15.    | 131 |
| 27.  | 27. | Smarter Than a Speeding Bullet      | Okosabb, mint az ólomgolyó        | Charles A. Nichols, Carole Beers, Terence Harrison, Rick Leon és Arnie Wong                        | Doug Langdale                             | 1991. október 17.    | 132 |
| 28.  | 28. | All's Fahrenheit in Love and War    | Havas jeges                       | Dale Case, John Kimball és Woody Yocum                                                             | Eric Lewald és Dev Ross                   | 1991. október 21.    | 134 |
| 29.  | 29. | Whiffle While You Work              | Virtuális vigasságok              | Mircea Mantta és Bob Treat                                                                         | Ellen M. Svaco és Collen Taber            | 1991. október 23.    | 135 |
| 30.  | 30. | Ghoul of My Dreams                  | Álombalhé                         | Vincente Bassols, Carole Beers, Terence Harrison, Dale Case, Bob Shellhorn, Rick Leon és Bob Treat | John Behnke, Rob Humphrey és Jim Peterson | 1991. október 31.    | 137 |
| 31.  | 31. | Adopt-a-Con                         | Fogadj örökbe egy elítéltet       | Vincente Bassols, Carole Beers, Bob Shellhorn és Richard Collado                                   | Steve Roberts                             | 1991. november 7.    | 139 |
| 32.  | 32. | Toys Czar Us                        | A játékok királya                 | Marsh Lamore, Rick Leon és Vincente Bassols                                                        | Ellen M. Svaco és Collen Taber            | 1991. november 11.   | 141 |
| 33.  | 33. | The Secret Origins of Darkwing Duck | Fürkészszárny titokzatos múltja   | Marsh Lamore, Rick Leon és Carole Beers                                                            | Jan Strnad                                | 1991. november 13.   | 142 |
| 34.  | 34. | Up, Up and Awry                     | Vonzások és taszítások            | Vincente Bassols, David Brain, Mitch Rochon és Bob Treat                                           | Dev Ross                                  | 1991. november 14.   | 143 |
| 35.  | 35. | Life, the Negaverse and Everything  | Az élet, a negaverzum, meg minden | Rick Leon, Mike Svayko, Marsh Lamore és Woody Yocum                                                | Kevin Campbell és Brian Swenlin           | 1991. november 18.   | 145 |
| 36.  | 36. | Dry Hard                            | Drágán add a vizedet              | Vincente Bassols és Mitch Rochon                                                                   | Kevin Campbell és Brian Swenlin           | 1991. november 20.   | 146 |
| 37.  | 37. | Heavy Mental                        | Heves mentál                      | Bob Shellhorn és Mike Svayko                                                                       | Kevin Campbell és Brian Swenlin           | 1991. november 21.   | 147 |
| 38.  | 38. | Disguise the Limit                  | Testcsere                         | Vincente Bassols, Carole Beers, David Brain, Brian Ray és Bob Shellhorn                            | Doug Langdale                             | 1991. november 26.   | 149 |
| 39.  | 39. | Planet of the Capes                 | Az egyszerű kacsa                 | Dale Case, John Kimball és Brian Ray                                                               | Ellen M. Svaco és Colleen Taber           | 1991. november 27.   | 150 |
| 40.  | 40. | Darkwing Doubloon                   | Aranyfürkész                      | Carole Beers, David Brain, Vincente Bassols, Terence Harrison, Mitch Rochon és Bob Shellhorn       | Bruce Reid Schaefer                       | 1991. december 16.   | 153 |
| 41.  | 41. | It's a Wonderful Leaf               | Karácsonyi őrület                 | Carole Beers, David Brain, Bob Shellhorn, Vincente Bassols, Rick Leon és James T. Walker           | John Behnke, Rob Humphrey és Jim Peterson | 1991. december 23.   | 154 |
| 42.  | 42. | Twitching Channels                  | Meleg csatornaváltás              | Marsh Lamore, Rick Leon és Terence Harrison                                                        | John Behnke, Rob Humphrey és Jim Peterson | 1992. február 5.     | 155 |
| 43.  | 43. | Dances with Bigfoot                 | Nagylábon táncoló                 | David Brain, Bob Shellhorn, Vincente Bassols, Marsh Lamore és Rick Leon                            | Ellen Svaco és Colleen Taber              | 1992. február 6.     | 156 |
| 44.  | 44. | Twin Beaks                          | Megduplázódva                     | Marsh Lamore, Rick Leon és Toby Shelton                                                            | Tad Stones & Jan Strnad                   | 1992. február 10.    | 157 |
| 45.  | 45. | The Incredible Bulk                 | Virágterror                       | Vincente Bassols és Carole Beers                                                                   | Gary Sperling                             | 1992. február 12.    | 158 |
| 46.  | 46. | My Valentine Ghoul                  | Bálint-napi kaland                | Dale Case, John Kimball, Carole Beers, Charles A. Nichols és Brian Ray                             | Doug Langdale                             | 1992. február 14.    | 159 |
| 47.  | 47. | Dead Duck                           | Szellemkacsa                      | Dale Case, John Kimball, Brian Ray és Mitch Rochon                                                 | Carter Crocker                            | 1992. február 17.    | 160 |
| 48.  | 48. | A Duck by Any Other Name            | Inkognitó                         | Marsh Lamore és Rick Leon                                                                          | Pat Corcoran                              | 1992. február 18.    | 161 |
| 49.  | 49. | Let's Get Respectable               | Az ártatlanok védelmezője         | Dale Case, John Kimball, Rick Leon és Woody Yocum                                                  | Bruce Reid Schaefer                       | 1992. február 20.    | 162 |
| 50.  | 50. | In Like Blunt                       | Közös munka                       | David Brain, Marsh Lamore, Rick Leon és Tom Ray                                                    | Kevin Campbell és Brian Swenlin           | 1992. február 24.    | 163 |
| 51.  | 51. | Quack of Ages                       | Időutazás                         | Carole Beers és Bob Treat                                                                          | Joe Olson                                 | 1992. február 26.    | 164 |
| 52.  | 52. | Time and Punishment                 | Bűnös idő                         | Rick Leon, Toby Shelton és Vincente Bassols                                                        | Dev Ross                                  | 1992. február 27.    | 165 |
| 53.  | 53. | Stressed to Kill                    | Gyilkosságra stresszelve          | Vincente Bassols, Mitch Rochon, Carole Beers és Woody Yocum                                        | Doug Langdale                             | 1992. március 3.     | 166 |
| 54.  | 54. | The Darkwing Squad                  | A Fürkész csapat                  | Carole Beers, Dale Case, John Kimball, Marsh Lamore és Bob Shellhorn                               | Dev Ross                                  | 1992. április        | 167 |
| 55.  | 55. | Inside Binkie's Brain               | Hétköznapi hősök                  | Rick Leon, Toby Shelton, Dale Case és Marsh Lamore                                                 | Doug Langdale                             | 1992. április        | 168 |
| 56.  | 56. | The Haunting of Mr. Banana Brain    | Mr. Banánagy, a megszállott       | Dale Case és John Kimball                                                                          | Dev Ross                                  | 1992. április 29.    | 169 |
| 57.  | 57. | Slime Okay, You're Okay             | A trutymó átka                    | Marsh Lamore, Rick Leon és Brian Ray                                                               | Gordon Bressack                           | 1992. május          | 170 |
| 58.  | 58. | Whirled History                     | A történelem viharában            | Carole Beers, Rick Leon, Mircea Mantta, Mitch Rochon, Dale Case és John Kimball                    | Doug Langdale                             | 1992. május          | 171 |
| 59.  | 59. | U.F. Foe                            | Zűrlények                         | Rick Leon, Bob Shellhorn, Marsh Lamore, Mitch Rochon és Bob Treat                                  | Dev Ross                                  | 1992. május          | 172 |
| 60.  | 60. | A Star is Scorned                   | Csillaghullás                     | Dale Case, John Kimball, Ron Myrick és Bob Treat                                                   | Haskell Barkin és Tad Stones              | 1992. május          | 173 |
| 61.  | 61. | The Quiverwing Quack                | Nyillal nyerő                     | Rick Leon, Bob Shellhorn, Mitch Rochon, James T. Walker és Richard Collado                         | Dev Ross                                  | 1992. május 16.      | 174 |
| 62.  | 62. | Jail Bird                           | Jómadár a rács mögött             | Carole Beers és Terence Harrison                                                                   | Doug Langdale és Michael Maurer           | 1992. május 17.      | 175 |
| 63.  | 63. | Dirtysomething                      | Takarítás, mocskolódás            | Dale Case, John Kimball, Brian Ray és Richard Collado                                              | Katie Kuch és Cheryl Scarborough          | 1992. május 18.      | 176 |
| 64.  | 64. | Kung Fooled                         | Kung fúj                          | Rick Leon, Bob Shellhorn, James T. Walker, Vincente Bassols, Ron Myrick és Bob Treat               | Victor Cook és George Johnston            | 1992. május 19.      | 177 |
| 65.  | 65. | Bad Luck Duck                       | Peches kacsa                      | Dale Case, John Kimball, Vincente Bassols, Ron Myrick, Brian Ray és Jill Halliday                  | Michael Maurer                            | 1992. május 20.      | 178 |

### 2. évad (1991)
| Sor. | Év. | Eredeti cím                | Magyar cím             | Rendezte                                                                                 | Írta                            | Eredeti premier      | Kód |
| ---- | --- | -------------------------- | ---------------------- | ---------------------------------------------------------------------------------------- | ------------------------------- | -------------------- | --- |
| 66.  | 1.  | That Sinking Feeling       | Mélyponton             | John Kimball, Bob Zamboni és Rick Leon                                                   | Tad Stones                      | 1991. szeptember 14. | 108 |
| 67.  | 2.  | Film Flam                  | Filmes furfang         | Carole Beers, David Brain, Vincente Bassols és Rick Leon                                 | Bruce Reid Schaefer             | 1991. szeptember 21. | 114 |
| 68.  | 3.  | Negaduck                   | Rossz kacsa!           | Carole Beers, Tom Ray, Terence Harrison és Kathrin Victor                                | Steve Roberts                   | 1991. szeptember 28. | 120 |
| 69.  | 4.  | Fungus Amongus             | Pizza-pánik            | Marsh Lamore és Rick Leon                                                                | Dev Ross                        | 1991. október 5.     | 126 |
| 70.  | 5.  | Slaves to Fashion          | Gázos jelmezbál        | Carole Beers és Terence Harrison                                                         | Gary Sperling                   | 1991. október 12.    | 130 |
| 71.  | 6.  | Something Fishy            | Itt valami bűzlik      | Marsh Lamore és Rick Leon                                                                | Steve Sustarsic                 | 1991. október 19.    | 133 |
| 72.  | 7.  | Tiff of the Titans         | Titánok csetepatéja    | John Kimball és Bob Zamboni                                                              | Len Uhley                       | 1991. október 26.    | 136 |
| 73.  | 8.  | Calm a Chameleon           | Kergesd a keméleont    | Marsh Lamore és Rick Leon                                                                | Dean Stefan                     | 1991. november 2.    | 138 |
| 74.  | 9.  | Battle of the Brainteasers | Agyelszívás            | Carole Beers és Terence Harrison                                                         | Kevin Campbell és Brian Swenlin | 1991. november 9.    | 140 |
| 75.  | 10. | Bad Tidings                | Mesterséges szökőár    | Vincente Bassols, Carole Beers, Bob Treat, David Brain, Terence Harrison és Mitch Rochon | Gary Klein és Dean Stefan       | 1991. november 16.   | 144 |
| 76.  | 11. | Going Nowhere Fast         | Sebesen a semmiben     | Carole Beers, David Brain, Bob Shellhorn és Brian Ray                                    | Gary Sperling                   | 1991. november 23.   | 148 |
| 77.  | 12. | A Brush with Oblivion      | A repülő száj          | Carole Beers, Terence Harrison, Mitch Rochon és Vincente Bassols                         | Mirith Schilder                 | 1991. november 30.   | 151 |
| 78.  | 13. | The Merchant of Menace     | Az álarcos edénykalmár | Carole Beers, Terence Harrison és Vincente Bassols                                       | Peter Hastings                  | 1991. december 7.    | 152 |

### 3. évad (1992)
| Sor. | Év. | Eredeti cím                                         | Magyar cím                      | Rendezte                                                                         | Írta                                      | Eredeti premier      | Kód |
| ---- | --- | --------------------------------------------------- | ------------------------------- | -------------------------------------------------------------------------------- | ----------------------------------------- | -------------------- | --- |
| 79.  | 1.  | Monsters R Us                                       | Szörnyek kicsiny boltja         | Dale Case, John Kimball, Rick Leon, Bob Shellhorn, Vincente Bassols és Bob Treat | Michael Maurer                            | 1992. szeptember 12. | 204 |
| 80.  | 2.  | Inherit the Wimp                                    | Az ősők őse                     | Dale Case, John Kimball és Colin Baker                                           | Gordon Bressack                           | 1992. szeptember 19. | 205 |
| 81.  | 3.  | The Revenge of the Return of the Brainteasers, Too! | Az agyszivacs-akció folytatódik | Dale Case és John Kimball                                                        | Charlie Howell                            | 1992. szeptember 26. | 203 |
| 82.  | 4.  | Star Crossed Circuits                               | A szuperszámítógép              | John Kimball, Rick Leon és Vincente Bassols                                      | Bill Motz és Robert Roth                  | 1992. október 3.     | 202 |
| 83.  | 5.  | Steerminator                                        | Bikabajnok                      | Rick Leon és Colin Baker                                                         | Tad Stones és Dev Ross                    | 1992. október 10.    | 201 |
| 84.  | 6.  | The Frequency Fiends                                | Hullámok háborúja               | John Kimball és Jang-Gil Kim                                                     | Bill Motz és Robert Roth                  | 1992. október 17.    | 209 |
| 85.  | 7.  | Paint Misbehavin                                    | Festett hőstett                 | John Kimball, Jang-Gil Kim és Brian Ray                                          | Matt Uitz                                 | 1992. október 24.    | 208 |
| 86.  | 8.  | Hot Spells                                          | Forró varázslatok               | Rick Leon, Jang-Gil Kim, John Kimball, Robert Kirk és Brian Ray                  | John Behnke, Rob Humphrey és Jim Peterson | 1992. október 31.    | 210 |
| 87.  | 9.  | Fraudcast News                                      | Fondorlatos hírek               | John Kimball, Jang-Gil Kim és Marsh Lamore                                       | Bill Motz és Robert Roth                  | 1992. november 7.    | 211 |
| 88.  | 10. | Clash Reunion                                       | Az osztálytalálkozó             | John Kimball és Jang-Gil Kim                                                     | Bill Motz és Robert Roth                  | 1992. november 14.   | 206 |
| 89.  | 11. | Mutantcy on the Bouncy                              | Mutáns ramazuri                 | Rick Leon, Richard Trueblood, Vincente Bassols, Brian Ray és Colin Baker         | Michael Maurer                            | 1992. november 21.   | 207 |
| 90.  | 12. | Malice's Restaurant                                 | Támad a hami                    | John Kimball, Rick Leon, Jesse Cosio és Jang-Gil Kim                             | Matt Uitz                                 | 1992. december 5.    | 213 |
| 91.  | 13. | Extinct Possibility                                 | A kihalt lehetőség              | Rick Leon, Richard Trueblood és Vincente Bassols                                 | Tad Stones és Dev Ross                    | 1992. december 12.   | 212 |